# ۲سی-ت-۱۷
۲سی-ت-۱۷ (به انگلیسی: 2C-T-17) با فرمول شیمیایی C۱۴H۲۱NO۲S یک ترکیب شیمیایی است. که جرم مولی آن ۲۶۹٫۴۰ g/mol می‌باشد. 